# Лоїк Бааль
Лоїк Бааль (фр. Loïc Baal, нар. 28 січня 1992) — гвіанський футболіст, півзахисник клубу «Бельфор» та національної збірної Французької Гвіани.

## Клубна кар'єра
Вихованець «Нансі». З 2009 року став виступати за другу команду клубу, в якій провів три сезони, взявши участь у 62 матчах чемпіонату, проте пробитись до першої команди не зумів.
2012 року перейшов в «Ле-Ман», але і тут грав здебільшого за дубль, провівши у першій команді лише два матчі у Лізі 2, через що сезон 2013/14 виступав за «Мюлуз» у четвертому дивізіоні Франції.
Влітку 2014 року перейшов у «Бельфор», з яким в першому ж сезоні виграв четвертий дивізіон та вийшов до третього. Наразі встиг відіграти за нього 58 матчів в національному чемпіонаті.

## Виступи за збірну
25 березня 2015 року дебютував в офіційних матчах у складі національної збірної Французької Гвіани в зустрічі проти збірної Гондурасу (0:0).
У складі збірної був учасником розіграшу Золотого кубка КОНКАКАФ 2017 року у США, на якому зіграв у всіх трьох матчах збірної на турнірі.

## Особисте життя
Має старшого брата Людовіка, який також став футболістом і гравцем збірної.